# Emily Lape
Pour les articles homonymes, voir Emily et Lape.
Emily Lape, née en 1982, est une actrice, réalisatrice, scénariste, productrice et monteuse américaine.

## Biographie
En 2009, Emily Lape tient le rôle de Gaia dans le film Gaia de Jason Lehel.
En 2018, elle se lance dans la réalisation avec le film Mercy's Girl.

## Filmographie

### Comme actrice
- 2005 : Adventures of the Insipid (court métrage) : l'ex insipide
- 2005 : The Inedible Bulk (court métrage : Chocolate Gal
- 2006 : Nip/Tuck (série télévisée) : vendeuse
- 2009 : Gaia : Gaia
- 2015 : Petting Zoo : tante Jeanie
- 2018 : Mercy's Girl : Mercy

### Comme réalisatrice
- 2018 : Mercy's Girl

### Comme scénariste
- 2018 : Mercy's Girl

### Comme productrice
- 2018 : Mercy's Girl

### Comme monteuse
- 2018 : Mercy's Girl